# KAIST 인공지능연구센터
한국과학기술원 인공지능연구센터(ERC)는 연구재단에서 이공계 분야 최우수 연구집단을 선정하여 장기 지원하는 프로그램이다. 최초의 ERC로서 1990년 KAIST에 인공지능연구센터(Center for Artificial Intelligence Research; 이하 CAIR)가 설립되었다. 2000년까지 20여명의 교내 외 전산학과 교수와 많은 연구진이 매년 10억원의 정부출연금과 약 20억원의 기업체 자금으로 국내 인공지능 및 전산학 연구의 선도적 역할을 수행하였다. CAIR는 한글 및 한국어 정보처리, 멀티미디어 컴퓨팅과 인공지능 플랫폼 연구에 중점을 두었다. 대표적 연구사례로는 지능형 이동로봇 CAIR-II를 개발하여 93년 대전 EXPO에서 일반에 전시하여 큰 관심을 이끌었고, 국제학술대회 IJCAI/AAAI의 사무실 물건 전달 경연에서 우승했다. 한국어 이해의 연구는 인터넷 포탈의 발전에 크게 공헌했으며, 또한 펜 입력을 기반으로 하는 노트패드 컴퓨터 개발은 스마트 폰으로 연결되었다. 문자인식 알고리즘은 자동차 번호판 인식, 우편물 자동분류 시스템 발전을 이끌었다. 이 외에도 멀티미디어 비정형문서를 검색하는 데이터베이스 엔진과 퍼지 로직을 이용한 지능형 엘리베이터 개발 등을 통해 산업계 기술 발전에 크게 이바지하였다. CAIR의 연구 결과는 네이버, 핸디소프트, 아이디스, 새롬 등 참여 연구원들의 창업으로 이어져 국내 IT창업 생태계 조성에 크게 공헌했다. 또한 CAIR 운영 중에 600여 편의 국제논문과 600여편의 국내논문을 발표하여 국내 인공지능과 전산학 연구를 선진국 수준으로 격상시켰다.